# Door Crawl
『Door Crawl』是日本創作歌手・川嶋愛在2007年12月12日發售的第15張單曲。

## 概要
距前作『你幸福嗎／旅行箱』約兩個月之後發售的作品。
史克威爾艾尼克斯的Wii專用遊戲軟體『陸行鳥不可思議的迷宮 忘卻時間迷宮』的主題曲。川嶋也在該遊戲中從事聲優的工作。
推出了通常盤和初回限定盤兩個版本。初回限定盤採取雙封面的樣式，並附上了收錄有「Door Crawl」的PV的特典DVD。

## 收錄曲
- 全作詞・作曲：川嶋愛

### 通常盤
1. Door Crawl
編曲：Jun Suyama
史克威爾艾尼克斯『陸行鳥不可思議的迷宮 忘卻時間迷宮』(Wii)的主題曲。也收錄在該遊戲之內和其原聲帶。
這首歌是以川嶋愛在遊戲中擔任聲優演出的角色「拉斐爾」為題材被創作出來的[2][3]。
該角色也在PV中登場。
2. 沒有顏色的東西（色のないもの）
編曲：Takashi Nagasawa
日東工業廣告歌曲
在這廣告播出之後，場商接到大批的相關詢問。
原本的曲名為「colorless」。
3. 燈
編曲：Kouhei Munemoto
日本公共廣告機構（現：AC Japan）於2007年度在日本中國、四國地方舉辦的活動「家族紀念日」的廣告歌曲

### 初回限定盤DVD
1. Door Crawl (PV)